# Adresseringsläge
Adresseringsläge (engelska: addressing mode) är inom datortekniken en aspekt av den instruktionsuppsättning som en CPU har. De olika adresseringslägen som finns definierade i en instruktionsuppsättning styr hur instruktioner i maskinkod identifierar operanderna till varje instruktion. Adresseringsläget styr hur minnesadressen för en operand beräknas genom att exempelvis använda information i register eller konstanter i en maskinkodsinstruktion. Exempel kan vara att gå till en viss minnesadress, att hoppa ett visst antal steg framåt eller bakåt i minnesadress.
Inom datorprogrammering är adresseringsläge av intresse framför allt för konstruktörer av kompilatorer och för de som skriver instruktionskod direkt i assembler.